# ФК Малеш-Вихрен
Малеш-Вихрен е български футболен отбор от Микрево. Състезава се в Западна Б ФГ. Играе мачовете си в Сандански. Най-големия си успех постига през сезон 2006/2007, когато спечели Купата на Аматьорската футболна лига. На финала Малеш победи с 3:1 Бенковски (Бяла) след голове на Щерю Димитров – 2 и Божидар Илиев, за Бенковски точен бе Пламен Петров. Основния екип на отбора е изцяло в тъмносиньо, а резервния е бялочервени фланелки и гащета и червени чорапи. Президент на ФК. „МАЛЕШ“ Микрево е Валентин Чиликов (кмет на община Струмяни), старши треньор на клуба е Пламен Мицански. През 2012 се обединява с Вихрен (Сандански) и участва в Б група под името „Малеш-Вихрен“

## Успехи
- Носител на Купата на Аматьорската футболна лига – 2006/07 г.
- 1/8-финалист за Купата на България – 2010/11 г.
- Шампион на Югозападната В Аматьорска футболна група – 2009/2010